# Bend (California)
Bend es un lugar designado por el censo ubicado en el condado de Tehama en el estado estadounidense de California. En el año 2010 tenía una población de 619 habitantes.

## Geografía
Bend se encuentra ubicado en las coordenadas 40°15′28″N 122°12′20″O / 40.25778, -122.20556.